# Nonomura Ninsei

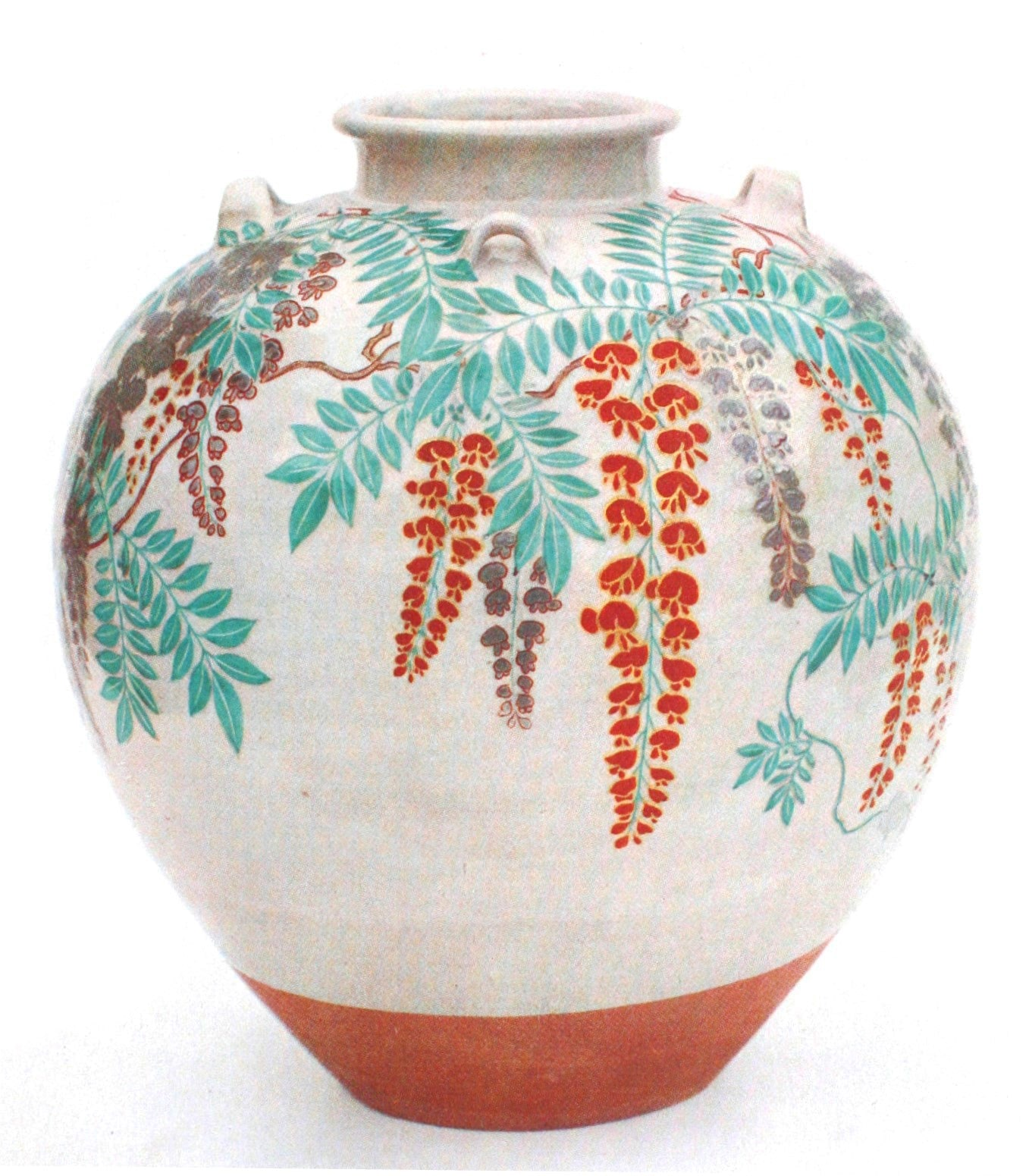
Vase mit Blumenmotiv, MOA-Kunstmuseum

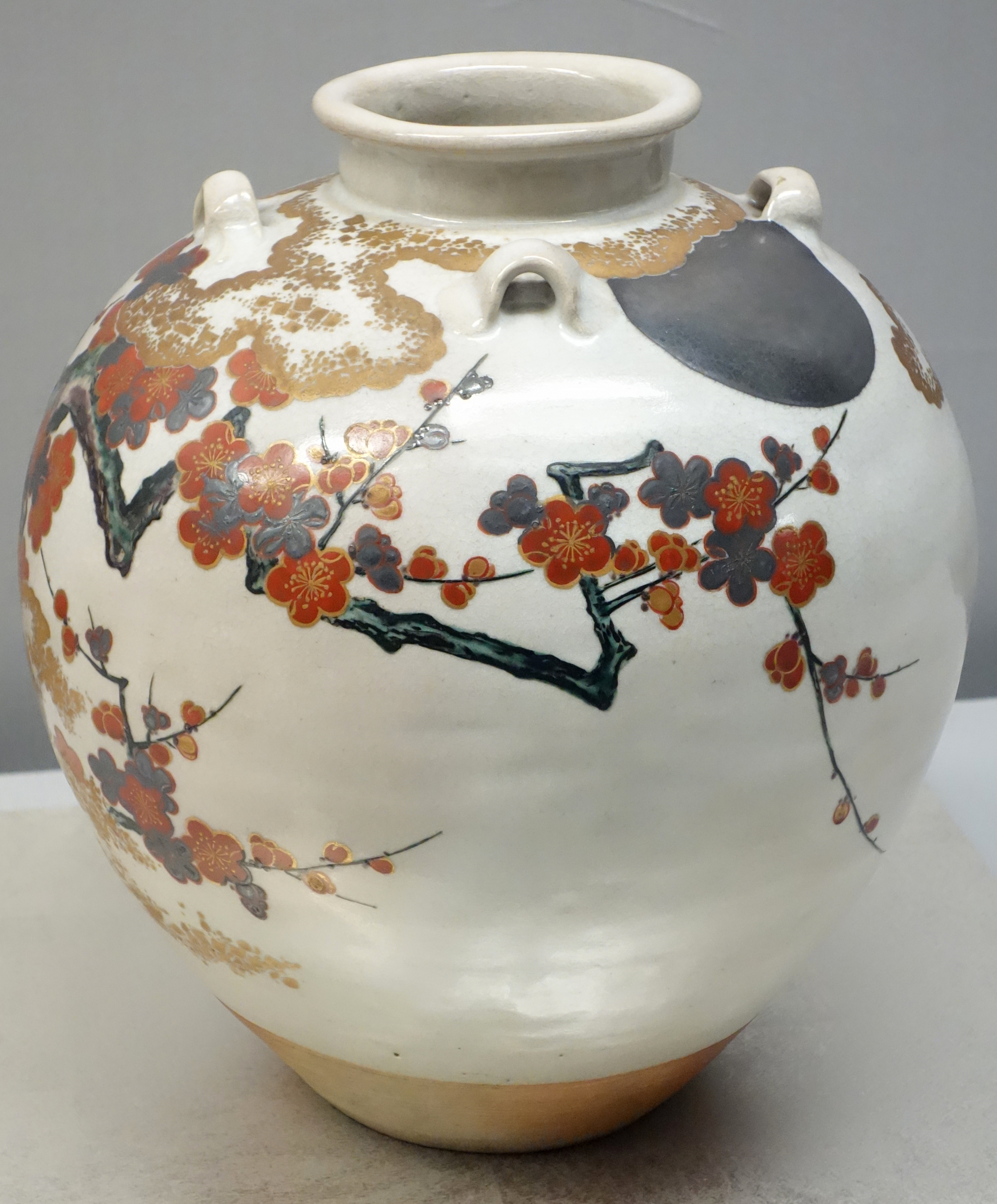
Vase mit Blumenmotiv, Nationalmuseum Tokio

Nonomura Ninsei (japanisch 野々村 仁清, Rufname: Seiemon (清右衛門); frühes 17. Jahrhundert) war ein bedeutender Töpfer zu Beginn der Edo-Zeit.

## Leben und Wirken
Ninsei wurde in dem Ort Nonomura in der Provinz Tamba, also in der heutigen Präfektur Kyōto geboren. Es heißt, er setzte seinen Namen Ninsei zusammen aus dem Zeichen sei aus seinem Vornamen und dem Zeichen nin, die ihm der Abt des Klosters Ninna-ji im Stadtteil Omuro (御室) verlieh.
Ninsei lernte seine Kunst von den Töpfern in Seto und zunächst berühmt für seine Fähigkeit, das Töpferrad zu benutzen. Das ist wohl der Grund für die Einladung zu den Brennöfen im Ortsteil Omuro von Kyōto. Der ersten Hinweise auf einen Töpfer Ninsei gibt es im Jahr 1649. Danach wird er als „Yakimono-shi Seiemon“ (焼物師清右衛門), als „Tambayaki Seiemon“ (丹波焼清右衛門) oder auch als „Tsuboya Seiemon“ (壺屋清右衛門) erwähnt.
Weiter fand sich im Rahmen einer Ausgrabung der Omuro-Öfen ein Stück mit der Aufschrift „Hergestellt im 2. Jahr Meireki (1656), Nonomura Harima“ und im Fujita-Kunstmuseum in Ōsaka gibt es ein Räuchergefäß mit der Aufschrift „3. Jahr Meireki (1657) im Monat des Hasens, Harima Nyūdō Ninsei“. Im Jahr 1656 hatte Ninsei den Namen „Harima“ erhalten, was bedeutet, dass er nun ein gereifter Töpfer war. Ab dem folgenden Jahr nannte er sich dann Ninsei. Es ist anzunehmen, dass er zu der Zeit seine Art der Glasur, Iro-e (色絵), perfektionierte.
Omuro-Produkte erschienen ab 1648, aber die Beziehungen zwischen dem Bau der Öfen dort und Ninseis Engagement sind nicht geklärt. Er selbst prägte in all seine Produkte seinen Namen „Ninsei“ in verschiedenen Ausprägungen als Markenzeichen ein. Das war der Beginn einer neuen Zeit, einer Zeit, in der der Töpfer aus seiner Anonymität heraustrat.
Seine noch existierenden Werke zeigen, dass er nicht nur ein begabter Nutzer der Töpferscheibe war, sondern dass er auch sehr geschickt seine Werke zu dekorieren verstand. Die meisten seiner Werke haben eine Beziehung zur Teezeremonie, sind also Teebehälter, Wasserbehälter, Teeschalen, Weihrauch-Behälter, Weihrauch-Abbrenngefäße. Ihre Gestaltung passte gut zum sich gerade entwickelnden Geschmack der „schönen Schlichtheit“ (綺麗寂, Kirei sabi), wie sie von Kobori Enshū und dem Teemeister Kanamori Sōwa (金森 宗和; 1584–1656) vertreten wurde.
Es ist nicht bekannt, wann Ninsei II. auf Ninsei folgte. So gibt es verschiedene Theorien zu dieser Frage. Es ist jedoch sicher, dass der zweite Ninsei um 1665 die Nachfolge angetreten hat. Er übergab die Aufzeichnungen seines Vaters an den großen Töpfer Ogata Kenzan im Jahr 1699.